# Laufeia eucola
Laufeia eucola är en spindelart som först beskrevs av Tord Tamerlan Teodor Thorell 1890.  Laufeia eucola ingår i släktet Laufeia och familjen hoppspindlar. Inga underarter finns listade i Catalogue of Life.